# Lill-Gristjärnen (Näs socken, Jämtland)
Lill-Gristjärnen är en sjö i Östersunds kommun i Jämtland och ingår i Indalsälvens huvudavrinningsområde.